# サンスクリット仏典
サンスクリット仏典（英: Sanskrit Buddhist Canon, サンスクリット経典、梵典）とは、仏教におけるサンスクリット語で書かれた仏典のこと。現存する「漢訳経典」や「チベット語経典」の原典となったものだが、後述するように、歴史の過程でその多くが散逸してしまったため、現存する「パーリ語経典」「漢訳経典」「チベット語経典」といった3つの言語の経典群と比べると、網羅性・完備性が低いものとなっている。

## 歴史的経緯

### サンスクリット化以前
元々サンスクリットは、バラモン達が『ヴェーダ』関連文献の記述に用いていたやや堅苦しい「文語・雅語」であり、釈迦の時代には既に、一般民衆は「プラークリット」と総称される、サンスクリットを崩した各種の「口語・俗語・方言」を使用していた。
バラモン教や『ヴェーダ』の権威に囚われない立場取りをする仏教僧団が、わざわざ「文語・雅語」であるサンスクリットを使用する理由は無く、釈迦の時代から、後の部派仏教の時代に至るまで、仏教関連文献は、各地の「プラークリット」（口語・俗語）を用いて、共有・編纂されてきた。
例えば、今日まで継承されている南伝上座部仏教（分別説部）の経典は、西インド系の方言であるパーリ語で書かれており、またクシャーナ朝で大きな勢力を誇った説一切有部の文献や、初期大乗仏教経典などは、北西インドの方言（ガンダーラ語）で書かれ、旧訳時代（6世紀頃まで）の中国にも輸入され翻訳されていた。（参考:ガンダーラ語仏教写本）

### サンスクリット化以後

#### グプタ朝における形成と後代の散逸
仏典の本格的なサンスクリット化が始まったのは、インドの伝統文化復興を掲げてサンスクリットを公用語としたグプタ朝が成立した4世紀以降である。グプタ朝の時代は、ヒンドゥー教の勃興・形成期であると同時に、大乗仏教の形成・発展期でもあった。したがって、大乗仏教経典を中心に、仏典はこれ以降、サンスクリットで表記・継承されることになった。
グプタ朝の下では、首都であるパータリプトラの南近郊、ラージャグリハ（王舎城）北側に、これ以降インド仏教の中心機関となるナーランダー大僧院が設立され、大乗仏教についての研究・研鑽が行われた。玄奘はここで仏教を学び、膨大なサンスクリット経典を持ち帰ってそれを漢訳し、漢訳経典の中心的地位を占めた。また、チベット仏教も、ここから派遣されたシャーンタラクシタ等インド僧によって形成され、そのサンスクリット経典がチベット語へと翻訳される形で、膨大なチベット語経典が形成された。
こうして北伝仏教においては、大乗仏教のサンスクリット経典が、原典たる地位を占めることになった。
しかし、それを担っていたナーランダー大僧院やヴィクラマシーラ大僧院といったインド仏教の中心機関が、12世紀末から13世紀初頭のイスラム勢力による侵攻で崩壊し、インド仏教の命脈が絶たれてしまったことで、サンスクリット経典のほとんどは、インドから消滅・散逸してしまうことになった。また、それを継承した中国やチベットでも、漢語・チベット語への翻訳が終わった後は、それらの言語による継承が主流となり、そのサンスクリット原典のほとんどが散逸してしまった。

#### ネパール仏教による継承
今日現存しているサンスクリット経典は、中央アジアやチベットなどで発見されたわずかな遺稿を除けば、そのほとんどがネパール仏教において継承されてきたものである。インド仏教の中心地であったインド北西部と、チベットの間に位置するネパールは、チベットに先駆けてインド仏教を受容し、チベット仏教の形成にも媒介的な役割を果たした。
ネパールでは、その地理的近親性や、インド系のリッチャヴィ王朝による支配、グバージュと呼ばれる特権階級による仏教世襲制度、死者供養のための経典作製の風習など、様々な要素が作用し、チベットと違ってサンスクリット経典が翻訳されずにそのまま継承されてきた。

### 近代以降
上記の通り、大乗仏教経典の原典に相当するサンスクリット経典の継承に関しては、ネパールがその中心地となっており、1820年にネパール入りした英国の外交官B. H. ホジソンによってそれが発見され、1881年にラジェンドララーラ・ミトラの『The Sanskrit Buddhist Literature of Nepal』で紹介されて以降、欧米や日本の研究者は、その原典蒐集に関して、専らネパールに注目することになった。
南条文雄に影響を受けた『チベット旅行記』で知られる河口慧海も、海外渡航の元来の目的はチベットではなく、サンスクリット経典を入手することであり、その目的は第2回チベット旅行（1913年）時の途中に果たされることになった。彼がネパールで数多くのサンスクリット経典を入手し、当地に居合わせた高楠順次郎や長谷部隆諦と協力して整理し、東京帝国大学に寄贈した経緯は、『第二回チベット旅行記』に詳しく書かれている。